# Pietro Tradonico
Pietro Tradonico (Istria, ultimo quarto dell'VIII secolo – Venezia, 13 settembre 864) fu doge del Ducato di Venezia dall'836 fino alla sua morte.

## Biografia

### Origini e ascesa
Di lui si hanno notizie a partire dall'836, quando fu chiamato a sostituire il doge Giovanni I Partecipazio che era stato deposto a causa della sua politica fallimentare contro i pirati slavi.
Non ci sono noti i nomi dei genitori. Nei documenti contemporanei e nella storiografia più antica viene citato semplicemente come Petrus dux, mentre il cognome Tradonico, così come la parentela con il predecessore, sono informazioni che compaiono solo dalle cronache della prima metà del Duecento. Verosimilmente apparteneva al ceto tribunizio e, come lascia intendere Giovanni Diacono, aderiva alla fazione che aveva portato alla caduta del Partecipazio.
Come primo provvedimento, si associò al governo il figlio Giovanni, secondo una prassi già adottata dai predecessori per garantire maggiore equilibrio e stabilità.

### Vicende belliche
Successivamente tornò a focalizzare l'attenzione del governo sulla pirateria slava. Nell'838 allestì una flotta che inviò in Dalmazia; non si arrivò subito allo scontro, poiché il principe croato Mislav e il giudice Druzec presentarono delle proposte di pace che spinsero il doge a ritirare le navi senza combattere. Tuttavia, forse già l'anno seguente, gli accordi non furono rispettati e si arrivò alla guerra, che vide la sconfitta del Tradonico da parte del duca Liudislav.
Nell'840 Venezia accolse una delegazione bizantina guidata dal patrizio Teodosio, il quale, dopo aver fregiato il doge del titolo di spatario, gli chiese aiuto nel fronteggiare gli arabi di Sicilia che minacciavano Calabria e Puglia. Tradonico organizzò una flotta di sessanta galee che diresse verso Taranto, occupata dai musulmani, ma come nel caso degli slavi non si mostrò all'altezza del nemico: nell'841 i Veneziani furono sconfitti con pesanti perdite e gli islamici poterono spingersi ancora più a nord, saccheggiando Ossero e Ancona fino a raggiungere il delta del Po, dove catturarono dei mercantili veneziani di ritorno in patria.
Nell'842 i musulmani attaccarono il Quarnaro, intralciando i traffici veneziani. Ancora una volta il doge tentò di respingerli con una flotta, ma subì l'ennesima sconfitta di fronte a Sansego. Negli anni successivi dovette fronteggiare anche il ritorno degli slavi, che attorno all'846 giunsero alle porte della Laguna saccheggiando Caorle.
Queste vicende dimostrano come Venezia non fosse ancora sufficientemente forte in mare da imporre la propria egemonia sull'Adriatico.
Gli anni successivi non sembrano essere stati segnati da altri eventi bellici. Il Ducato non partecipò alla lotta tra l'Impero franco e i musulmani nel Sud Italia e, forse, riuscì a placare la minaccia degli slavi grazie al pagamento di un tributo. Probabilmente ricevette una nuova delegazione da Bisanzio recante ulteriori richieste di aiuto, tant'è vero che nel testamento del vescovo di Olivolo Orso, stilato nell'853, Tradonico viene designato non più con il titolo di spatario, ma con quello più prestigioso di «excellentissimo imperiali consoli», ovvero di ipato.

### Relazioni con l'Impero carolingio
Tradonico conseguì maggiori successi con le missioni diplomatiche presso l'Impero carolingio. Con Lotario I riuscì a rinnovare gli accordi franco-bizantini stipulati alcuni decenni prima attorno ai rapporti tra Venezia e la terraferma. Il Pactum Lotharii concluso il 23 febbraio 840 presenta alcune modifiche significative rispetto ai trattati precedenti: in particolare, il territorio veneziano viene definito «ducato», e non più «provincia» dell'Impero Bizantino, il quale non viene nemmeno menzionato.
Il Pactum fu integrato il 1º settembre 841, quando l'imperatore confermò al doge il libero godimento delle proprietà fondiarie dei Veneziani (sia laici che ecclesiastici) in tutto il territorio dell'Impero.
Ebbe buoni rapporti anche con l'imperatore Ludovico II, che all'inizio dell'856 incontrò con sua moglie Engelberga nel monastero di Brondolo, nei pressi di Chioggia. In quella stessa occasione il doge tenne a battesimo la figlia dei sovrani, Gisela. Il 23 marzo dello stesso anno, inoltre, Ludovico confermò da Mantova le integrazioni al Pactum riguardanti le proprietà veneziane all'estero, comprese quelle appartenenti alla Chiesa di Grado.

### Politica religiosa e situazione interna
Per quanto riguarda la politica ecclesiastica, durante il suo governo continuarono le rivendicazioni del patriarcato di Aquileia nei confronti del patriarcato di Grado. Nonostante il concilio di Mantova dell'827 avesse sancito la subordinazione di Grado ad Aquileia, di fatto né i papi, né gli imperatori di quegli anni misero in pratica quanto stabilito, evitando così di scontrarsi con Venezia che mai avrebbe tollerato che la massima carica religiosa del Ducato fosse stata sottoposta a una sede straniera. Tant'è vero che sia papa Leone IV nell'852, sia papa Benedetto III nell'858 concessero il pallio ai patriarchi gradensi Vittore e Vitale, mentre papa Niccolò I invitò quest'ultimo al Concilio lateranense dell'863.
Durante il suo dogato assunse sempre maggiore importanza l'arcipelago di Rialto, embrione della futura Venezia, dove da alcuni decenni era stata fissata la sede del governo. Proprio in questi anni si colloca la fondazione di vari edifici religiosi (tra i quali spicca la cattedrale di San Pietro di Castello) e l'insediamento di varie personalità dai centri periferici. Sembra testimoniarlo il già citato testamento del vescovo Orso sottoscritto, oltre che dal doge e del figlio coreggente, anche da numerosi tribuni.

### Morte
Morì in un attentato dopo ventotto anni di regno, colpito dagli oppositori mentre usciva dalla chiesa di San Zaccaria con il figlio. Quest'ultimo riuscì a fuggire e ad asserragliarsi nel Palazzo Ducale; grazie alla mediazione di alcune personalità estranee alla congiura, si giunse a un compromesso: gli esecutori materiali dell'omicidio furono giustiziati e i mandanti condannati all'esilio, mentre Giovanni avrebbe dovuto rinunciare al potere lasciando la vita politica.